# Jean Noel Randriamandimby
Jean Noel Honorin Randriamandimby (24 de diciembre de 1987) es un deportista malgache que compitió en taekwondo. Ganó una medalla de bronce en el Campeonato Africano de Taekwondo de 2012 en la categoría de –63 kg.

## Palmarés internacional
| Campeonato Africano | Campeonato Africano       | Campeonato Africano | Campeonato Africano |
| Año                 | Lugar                     | Medalla             | Categoría           |
| ------------------- | ------------------------- | ------------------- | ------------------- |
| 2012                | Antananarivo (Madagascar) | Medalla de bronce   | –63 kg              |